# Johann Rütger Brüning

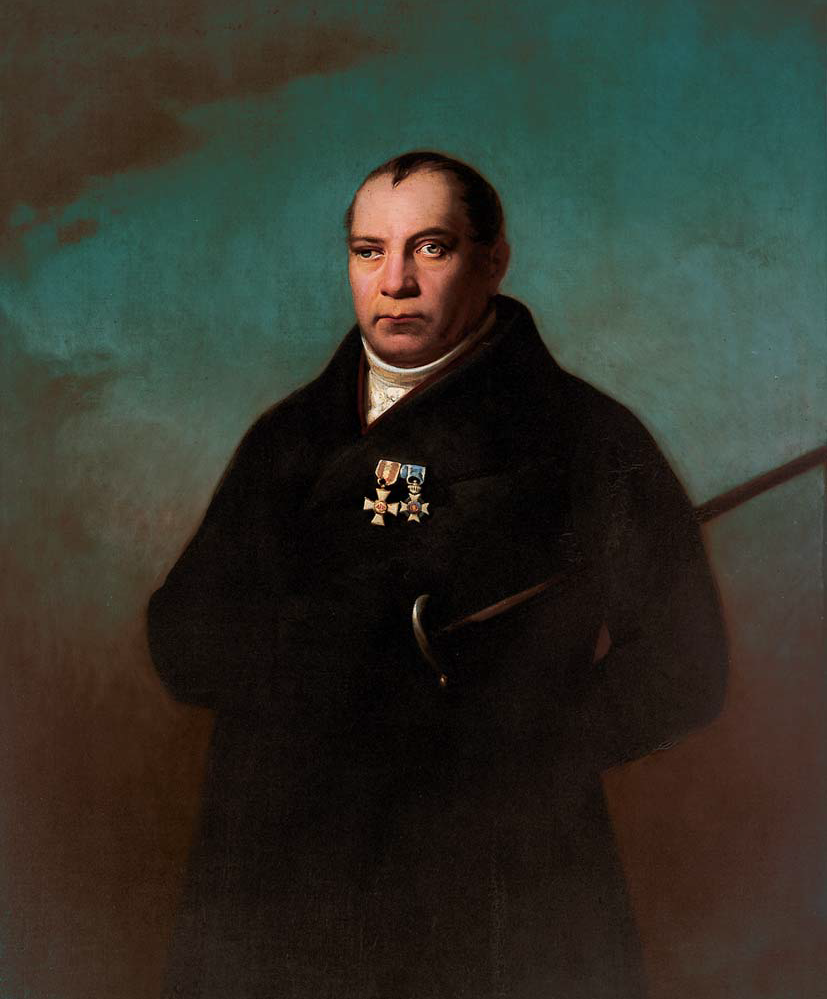
Johann Rütger Brüning, Gemälde von Johann Richard Seel

Johann Rütger Brüning (* 13. August 1775 in Elberfeld; † 22. Juli 1837 ebenda) war ein deutscher Politiker des frühen 19. Jahrhunderts. Er war von 1814 bis 1837 der erste Oberbürgermeister der Stadt Elberfeld.

## Leben
Brüning, dessen Familie ursprünglich aus Radevormwald stammte, wurde bereits im Jahr 1806 Bürgermeister der Stadt Elberfeld (heute ein Stadtteil von Wuppertal) und blieb dies für ein Jahr bis 1807. Er wurde 1809 Beigeordneter im Rat der Stadt und wurde am 13. Januar 1814 erster Inhaber des neu geschaffenen Amtes des Oberbürgermeisters in Elberfeld. Unter ihm begann im Jahr 1828 der Bau des Rathauses (nun das Alte Elberfelder Rathaus, in dem das Von der Heydt-Museum untergebracht ist) am Turmhof. Er setzte sich ebenfalls für die Errichtung eines Landgerichtes in Elberfeld ein, was der Stadt im Jahr 1834 bewilligt wurde. Er blieb bis zu seinem Tod am 22. Juli 1837 Oberbürgermeister der Stadt, sein Nachfolger wurde Johann Adolf von Carnap. Er wurde auf dem ehemaligen Friedhof auf der Baustraße begraben.
Nach Brüning ist heute eine Straße in Elberfeld benannt.

## Werke
- Johann Rütger Brüning: Elberfeld und seine bürgerliche Verfassung, von dem fünfzehnten Jahrhundert bis auf die neueste Zeit, Elberfeld 1830 Digitalisat des Exemplars der Universitäts- und Landesbibliothek Düsseldorf